# Бутко, Иван Климентьевич
Иван Климентьевич Бутко (07.08.1915 — не ранее 1995) — советский военный инженер, лауреат Сталинской премии.
Родился в 1915 году в Екатеринославе.
Окончил ФЗУ и рабфак.
В ноябре 1936 года призван в Красную Армию и направлен в Военную школу младших авиаспециалистов. После её окончания служил в одной из авиационных частей в должности механика моториста-оружейника. В 1937—1942 гг. курсант Военно-воздушной инженерной академии им. Жуковского. После её окончания служил в должности инженера 585-го ночного легкого бомбардировочного авиационного полка (218 ночная бомбардировочная авиационная дивизия).
С 1945 года ведущий инженер по испытаниям боеприпасов 4-го Управления ГК НИИ ВВС (будущий Государственный лётно-испытательный центр Министерства обороны имени В. П. Чкалова).
В июне 1948 года переведён на 71-й полигон ВВС, где служил в должностях от ведущего инженера-испытателя до начальника отдела № 10.
В 1951—1955 гг. в составе авиагруппы участвовал в испытаниях ядерного оружия на Семипалатинском полигоне. Выполнял работы по подноске авиабомб в бомбоотсек и их заправке жидким БРВ (боевые радиоактивные вещества). Руководил дезактивацией авиационной техники и личного состава.
Уволен из армии 06.12.1962 в звании инженер-полковника. Жил в Днепропетровске, работал на метизном заводе и в Специальном монтажно-наладочном управлении № 51.
Умер не ранее 1995 года.
Сталинская премия 1953 года — за разработку специального самолётного оборудования для сбрасывания и летных испытаний изделий и участие в испытаниях изделий РДС-2, РДС-3, РДС-4, РДС-5 и РДС-6с.
Награждён орденами Красной Звезды (13.06.1952, за выслугу лет), Отечественной войны II степени (1985), медалями «За боевые заслуги» (30.04.1947), «За оборону Кавказа» (01.05.1944), «За победу над Германией в Великой Отечественной войне 1941—1945 гг.» (09.05.1945), «За взятие Берлина» (09.06.1945).